# Betty Cuthbert
Elizabeth Alyse Cuthbert, detta Betty (Merrylands, 20 aprile 1938 – Mandurah, 6 agosto 2017), è stata una velocista australiana, vincitrice di quattro medaglie d'oro olimpiche tra il 1956 e il 1964.

## Biografia
Il 16 settembre 1956 stabilisce il record mondiale dei 200 metri piani, correndo a Sydney in 23"2. Con il primato mondiale dei 200 metri (che deterrà fino al 9 luglio 1960), diventa di diritto a soli 18 anni la favorita per l'oro ai Giochi olimpici di Melbourne 1956.
Cuthbert prima di tutto raggiunse la finale dei 100 m, mentre la detentrice del primato mondiale, la connazionale Shirley Strickland, venne eliminata nelle batterie. Cuthbert vinse la finale, rendendo ancora più alta l'attesa per i 200 m. Non tradì le aspettative di tifosi e media, vincendo l'oro, a cui ne aggiunse un terzo nella staffetta 4×100 m, in cui trascinò l'Australia al record mondiale, correndo l'ultima frazione.
Alle Olimpiadi di Roma 1960 fu a sorpresa eliminata nelle batterie dei 100 m e la delusione fu tale da indurla al ritiro.
Tornò però in pista due anni dopo ai Giochi del Commonwealth 1962, che si disputarono a Perth ed in cui gareggiò nei 400 metri. Due anni più tardi vinse l'oro in questa disciplina, appena inserita nel programma olimpico, a Tokyo 1964, battendo la britannica Ann Packer. Dopodiché si ritirò definitivamente.
A Ermington, sobborgo di Sydney, le è stata intitolata la via principale. Da tempo malata di sclerosi multipla, è morta il 6 agosto 2017. Ai Giochi olimpici di Sydney 2000 era stata uno degli ultimi tedofori nella cerimonia di apertura, nonostante fosse costretta all'uso della sedia a rotelle.
Aveva una sorella gemella,Marie.

## Palmarès
| Anno | Manifestazione          | Sede      | Evento      | Risultato        | Prestazione | Note            |
| ---- | ----------------------- | --------- | ----------- | ---------------- | ----------- | --------------- |
| 1956 | Giochi olimpici         | Melbourne | 100 m piani | Oro              | 11"5        | Record olimpico |
| 1956 | Giochi olimpici         | Melbourne | 200 m piani | Oro              | 23"4        | Record olimpico |
| 1956 | Giochi olimpici         | Melbourne | 4×100 m     | Oro              | 44"5        | Record mondiale |
| 1958 | Giochi del Commonwealth | Cardiff   | 100 iarde   | 4ª               | 10"7        |                 |
| 1958 | Giochi del Commonwealth | Cardiff   | 220 iarde   | Argento          | 23"77       |                 |
| 1958 | Giochi del Commonwealth | Cardiff   | 4×110 iarde | Argento          | 46"12       |                 |
| 1960 | Giochi olimpici         | Roma      | 100 m piani | Quarti di finale | 12"0        |                 |
| 1962 | Giochi del Commonwealth | Perth     | 100 iarde   | Semifinale       | 11"0        |                 |
| 1962 | Giochi del Commonwealth | Perth     | 220 iarde   | 5ª               | 24"80       |                 |
| 1962 | Giochi del Commonwealth | Perth     | 4×110 iarde | Oro              | 46"71       |                 |
| 1964 | Giochi olimpici         | Tokyo     | 400 m piani | Oro              | 52"0        | Record olimpico |